# Eleven
ELEVEN – jedenasty album studyjny japońskiego zespołu B’z, wydany 6 grudnia 2000 roku. Osiągnął 1 pozycję w rankingu Oricon i pozostał na liście przez 14 tygodni, sprzedał się w nakładzie 1 132 180 egzemplarzy. Album zdobył status płyty Milion oraz nagrodę „Rockowy Album Roku” podczas rozdania 15th Japan Gold Disc Award.

## Lista utworów
| Nr  | Tytuł                                                                                   | Czas |
| --- | --------------------------------------------------------------------------------------- | ---- |
| 1.  | „ I ”                                                                                   | 0:24 |
| 2.  | „Seventh Heaven”                                                                        | 4:10 |
| 3.  | „Shinjiru kurai ii darou” (jap. 信じるくらいいいだろう)                                 | 3:39 |
| 4.  | „RING”                                                                                  | 3:59 |
| 5.  | „Ai no prisoner” (jap. 愛のprisoner)                                                    | 4:09 |
| 6.  | „Kirameku hito” (jap. 煌めく人)                                                         | 2:57 |
| 7.  | „May”                                                                                   | 4:19 |
| 8.  | „juice” (PM mix)                                                                        | 4:02 |
| 9.  | „Raging River”                                                                          | 7:32 |
| 10. | „TOKYO DEVIL”                                                                           | 3:26 |
| 11. | „Kobushi wo nigire” (jap. コブシヲニギレ)                                               | 4:32 |
| 12. | „Thinking of you”                                                                       | 4:30 |
| 13. | „Tobira” (jap. 扉)                                                                      | 2:51 |
| 14. | „Kon’ya tsuki no mieru oka ni” (jap. 今夜月の見える丘に) (Alternative Guitar Solo ver.) | 4:10 |

## Notowania
| Lista                                 | Pozycja |
| ------------------------------------- | ------- |
| Oricon Weekly Albums Chart            | 1       |
| Oricon Yearly Albums Chart (rok 2000) | 19      |

## Muzycy
- Tak Matsumoto: gitara, kompozycja i aranżacja utworów, gitara basowa (#2)
- Kōshi Inaba: wokal, teksty utworów, aranżacja, harmonijka (#11)
- Akashi Masao: gitara basowa (#3, #6, #10-11)
- Vagabond Suzuki: gitara basowa (#7, #9)
- Shōtarō Mitsuzono: gitara basowa (#13)
- Kōji „Kitarō” Nakamura: gitara basowa (#4, #12, #14)
- Fingers： gitara basowa (#5, #8)
- Brian Tichy: perkusja (#2, #5, #8)
- Kaichi Kurose: perkusja (#3, #6, #10-11, #13）
- Hideo Yamaki: perkusja (#4, #9, #12, #14)
- Akira Onozuka: fortepian (#4, #7, #9, #14)
- Shinozaki Strings: instrumenty smyczkowe (#4, #9)
- Daisuke Ikeda: aranżacja instrumentów smyczkowych (#4), aranżacja instrumentów smyczkowych i chórków (#9)
- TAMA MUSIC： chórek (#9)
- Katsunori „hakkai” Hatakeyama: Chiński gong (#10)
- Akihito Tokunaga: clavinet (#2)
- Shirō Sasaki (Orquesta de la Luz): trąbka (#2)
- Futoshi Kobayashi (Orquesta de la Luz): trąbka (#2)
- Wakaba Kawai (Orquesta de la Luz): puzon (#2)
- Kazuki Katsuta: saksofon (#2)
- Kōsuke Ōshima: aranżacja (#7)